# تغريبة الأراجيز
تغريبة الأراجيز قصة قصيرة كتبها الصحفي الموريتاني الحسن ولد المختار أحريمو. فازة هذه القصة بجائزة غانم غباش للقصة القصيرة التي يمنحها اتحاد كتاب وأدباء الإمارات.

## محتوى القصة
تبدأ سردية تغريبة الأراجيز بإشاعة تفشت بسرعة بين سكان النهج (الزقاق) في الحارة الفقيرة، مؤداها قرب موعد زواج شخص غير معروف، يسمونه تفكهاً «ابن خربة» مع عجوز فقيرة معروفة شبه منقطعة تبيع مواد تافهة على بسْطة شعبية في ساحة البلدية. وبسرعة تتحول الإشاعة -الخبر إلى بؤرة- عُقدة يسعى السارد إلى حل لغزها بعناء، فيبدأ رحلة البحث المضني لمعرفة هوية الشخص غير المعروف، على رغم كونه أصبح على كل لسان. وهو ما يستدعي أن يتقمص السارد الذي يتحدث بضمير المتكلم صفة المحقق، مستعيناً بمجموعة من الأعوان المساعدين في البحث في مسارب الحارة وزواياها وطواياها، لكن دون جدوى، وكأن الشخص المبحوث عنه تبخر أو طار، أو كأنه مجرد وهم من أوهام الحارة الكثيرة. وفي هذه الأثناء تنحصر الشكوك في ثلاثة أشخاص، بهدف التعرف على الشخص المبحوث عنه من خلالهم: عمي البكوش، وهو رجل أخرس، بائع للشاي متجول، شبه متسول. وأبوزيد البهلوان، (التي ينقلب نطقها الشعبي عند سكان النهج «البلهوان»)، وهو شاعر زجل جوال، اعتاد على الدوران في ميادين الحارة يعرض أزجاله، ويلقي ما يحفظ من زجل التغريبة الهلالية الأصلية، ليكسب من وراء ذلك ما تجود به النفوس من نقود. ثم أخيراً المرأة المظنون زواجها نفسها وتدعى محجوبة، (يسميها سكان الحارة -على عادتهم في التفكُّه اللاذع بالأسماء- محجوبة القرعة).
وأثناء مكابدات البحث تتحول الشائعة إلى واقعة عدة مرات أمام الأعوان في الساحة البلدية -حيث يجتمع المتكسعون والأشقياء- حين ينخرط الشاعر الجوال بوزيد الهلوان في عروض هزل ونوبات زجل وسط موجة عارمة من الفكاهة الشعبية، مُدخلاً في السياق مقاطع من التغريبة الهلالية الأصلية. بل إن البائع الأخرس «البكوش» نفسه يدخل هو الآخر على خط المسخرة مستخدماً لغة الإشارة بيديه وشدقه بما يفيد قرب زواج «ابن خربة» ومحجوبة القرعاء، وسكان النهج والحارة يستمتعون ضاحكين بمشهدية العرض المجاني الصامت/ الصاخب، الذي هبط عليهم من السماء.
وفي النهاية بعدما زاد تعلق السارد بمعرفة هوية الشخص المظنون، المبحوث عنه، كان لابد مما ليس منه بد، كما قال، فقرر استدعاء الأشخاص «المنحوسين» الثلاثة، منتحلاً صفة المحقق معهم، لمعرفة الشخص المسمى ابن خربة. ولكن دون جدوى، فالبائع الأخرس يطلق إشارات متضاربة لا تسمح بمعرفة الشخص المظنون. والشاعر الجوال يدخل نوبة جذب حادة، ويطلق أشعار زجل في مختلف الاتجاهات، فيزيد السارد حيرة على حيرته، ويُضيع بوصلة ظنونه إلى غير رجعة. وأخيراً حين يذهب لسؤال محجوبة -كحل أخير- في ساحة البلدية، حيث تبيع بضائعها الكاسدة، وسط هرجة العاطلين ومتسكعي المواسم وخصومات مشجعي الدوري، يكتشف أنه دخل بالفعل إلى الأرض الخطأ، ووقع في الفخ بكلتا قدميه، ليجد نفسه أخيراً وجهاً لوجه، مع النهاية الفاجعة التي لم تكن تخطر على ذهنه، حين تبين أن محجوبة نفسها قد دبرت له بإحكام مقلباً مضحكاً فجعلت حلقة الأشقياء والعاطلين تطبق عليه، ليحضر فجأة بوزيد البهلوان، ودياب الحناش (وهو عازف مزمار ومروض أفاعي شعبي متسكع)، وتبدأ أسماط الزجل تنتثر فجأة على إيقاع العزف والطبل، وينقطع الشك أخيراً... بالعرس، وكأن السارد المتكلم هو ابن خربة نفسه. وعند هذه النقطة الحرجة تنتهي القصة والسارد يعيد اكتشاف نفسه، محدقاً في مرايا ذاته المزدحمة بالصور التي سبق تبئيرها في السرد، والتي يمكن أن يستعيدها ارتداداً وارتجاعاً إلى حد الامتلاء... وربما حتى إلى حد الخواء. 
في سردية «تغريبة الأراجيز» نصادف، بالمختصر، أجواء حارة مغاربية فقيرة من نوع خاص، حيث يواجه الناس مكابدات حياتهم الصعبة بقدرة استثنائية على التكيف والاحتواء فيجعلون الفكاهة والتندر هما آخر علاج للفقر والبطالة، وتتحول لديهم الألفة وطول العِشرة وشظف العيش إلى طريق سريع للتنابز والتفكُّه بالأسماء والألقاب، التي تلازم من تطلق عليهم طيلة حياتهم، وربما بعدها أيضاً. 
فنياً، تستعير سردية «تغريبة الأراجيز» طريقة بناء شخوصها وأحداثها وفضائها المكاني من عدة استراتيجيات سردية، فهي أقرب إلى أن تكون «نوفيلا» Novella منها إلى نوع القصة القصيرة بالمعنى التقليدي. ووفقاً لعلم الإتيمولوجيا -علم أصول الكلمات أو فقه اللغة - فإن كلمة Novella الإيطالية الأصل، تعني الحكاية أو الخبر، وفي المجمل هي أخبار المدينة وحكايات الناس. وهي نوع أدبي معروف أطول من الأقصوصة وأقصر من الرواية، وقد اختلف الكثيرون على تحديد حجم معين لها، ما بين عدد كلمات وصفحات.
وتعرِّف دائرة المعارف البريطانية مثلاً «النوفيلا» novella على أنها سرد قصير محكم البناء، واقعي أو تهكمي النبرة في الغالب، وقد نشأت في إيطاليا في العصور الوسطى وكانت ترتكز على أحداث محلية ذات طبيعة هزلية أو سياسية أو عاطفية، كما أثّرت في تطور الرواية في أوروبا في القرن الثامن عشر، وفي القصة القصيرة في القرن التاسع عشر وما تلاهما.
ويعرف قاموس «ديكشنري دوت كوم» المشهور «النوفيلا» على أنها سرد نثري خيالي أطول من القصة القصيرة وأكثر تعقيداً. أما قاموس التراث الأميركي للغة الإنجليزية، فقد عرفها على أنها حكاية نثرية قصيرة تتسم في الغالب بالدرس الأخلاقي أو بالتهكم، وفي تعريف آخر وصفها بأنها رواية قصيرة، بالمختصر المفيد.
وعرّفتها موسوعة ويكيبيديا، بأنها سرد خيالي نثري أطول من النوفيليت novelette، وهي الكلمة الإيطالية التي تشير إلى القصة القصيرة، ولكنها أيضاً أقصر من الرواية. ومن بين الأعمال السردية الذائعة التي يعرفها القرّاء عن كثب والتي تصدق عليها صفة «النوفيلا» نذكر مثلاً «رجال وفئران» و«اللؤلؤة» لجون شتاينبك، و«المسخ» و«مستوطنة العقاب» لفرانز كافكا، و«حديقة الحيوانات» لجورج أورويل، و«العجوز والبحر» لأرنست همنغواي، و«الموت في البندقية» لتوماس مان، و«وداعا يا كولومبس» لفيليب روث، و«قلب الظلام» لجوزيف كونراد. وفي الأدب العربي من أشهر كتاب هذا الفن السردي بهاء طاهر وعبد السلام العجيلي وإبراهيم عبد المجيد وسيد الوكيل، بل إن كثيراً من الروايات التي تصدر الآن في الأدب العربي، هي في الواقع «نوفيلات»، وإن كان أصحابها يكتبون عليها التصنيف الجنوسي «رواية».
ومع أن سردية «تغريبة الأراجيز» قد لا تصل في حجمها إلى حجم «النوفيلا» المثالية، النموذجية، إلا أنها تستعير، على كل حال، بعض تقنياتها السردية في التبئير الداخلي والخارجي، وفي رسم فضاء المحكي، وكذلك في الشخصية المحورية المثقلة بالرموز والدلالات الموحية، وفي الروح الواقعية والتهكمية اللاذعة، وربما بدرجة أقل في النهاية التنويرية المدهشة التي تُفتِّق في الذهن احتمالات عديدة قد تتيح للقارئ العضوي إمكانية المشاركة في النص عبر آلية التلقي الإيجابي.

## وصلات خارجية
- شبكة الاعلام العربية